# Minden (Nadrenia Północna-Westfalia)
Minden – miasto powiatowe w środkowej części Niemiec, w kraju związkowym Nadrenia Północna-Westfalia, w rejencji Detmold, siedziba powiatu Minden-Lübbecke, port przy skrzyżowaniu Wezery z Kanałem Śródlądowym. Liczy 82 114 mieszkańców (2010).
W mieście znajduje się stacja kolejowa Minden.

## Zabytki
- katedra w Minden
- XIII-wieczny ratusz[2]

## Gospodarka
W mieście rozwinął się przemysł chemiczny, elektroniczny, maszynowy, precyzyjny, meblarski, materiałów budowlanych oraz spożywczy.

## Sport
- TSV GWD Minden – klub piłki ręcznej mężczyzn.

## Współpraca
Miejscowości partnerskie:
- Berlin: Charlottenburg-Wilmersdorf
- Francja: Gagny
- Dania: Gladsaxe
- Białoruś: Grodno
- Wielka Brytania: Sutton
- Saksonia-Anhalt: Tangermünde

## Znane osoby

### Urodzeni w Minden
- Mistrz Bertram (1340–1415), malarz
- Otto Wilhelm von Königsmarck (1639–1688), dyplomata i wojskowy
- Johann Friedrich Constantin von Lossau (1767–1848), general
- Friedrich Wilhelm Bessel (1784–1846), astronom
- Paulina von Mallinckrodt (1817–1881), beatyfikowana zakonnica
- Franz Boas (1858–1942), antropolog
- Willy Meyer (1859–1932), chirurg
- Franz Brandt (1893–1954), as myśliwski
- Hans Cramer (1896–1968), general
- Heinz Körvers (1915–1942), piłkarz ręczny
- Wilhelm Altvater (1920–2001), polityk
- Hans Wollschläger (1935–2007), pisarz i tłumacz
- Sabine Leutheusser-Schnarrenberger (1951), prawniczka i polityk
- Yves Eigenrauch (1971), piłkarz
- Curse (1978), raper
- Arne Niemeyer (1981), piłkarz ręczny
- René Rast (1986), kierowca wyścigowy